# Hope Springs (2012)
Hope Springs (bra: Um Divã para Dois; prt: Terapia a Dois) é um filme estadunidense de 2012 dirigido por David Frankel, e estrelado por Meryl Streep, Tommy Lee Jones e Steve Carell.

## Sinopse
Kay (Meryl Streep) e Arnold (Tommy Lee Jones) são um casal dedicado, mas décadas de casamento deixaram Kay querendo apimentar as coisas e se reconectar com o marido. Quando ela ouve sobre um renomado especialista de casais (Steve Carell) na pequena cidade de Great Hope Springs, ela convence o marido a pegar um avião para uma semana de terapia de casamento. O grande desafio para os dois vem quando eles tentam reacender a chama que os fez se apaixonarem.

## Elenco
- Meryl Streep como Kay Soames
- Tommy Lee Jones como Arnold Soames
- Steve Carell como Dr. Bernie Feld
- Elisabeth Shue como Karen
- Jean Smart como Eileen
- Ben Rappaport como Brad
- Marin Ireland como Molly
- Mimi Rogers como Carol
- Becky Ann Baker como Cora

## Produção
O projeto foi anunciado em 2010 e incluía Meryl Streep e Jeff Bridges como protagonistas do filme e Mike Nichols como diretor. Pouco depois, foi noticiado que Tommy Lee Jones e Steve Carell se juntariam ao elenco e que Bridges não estaria envolvido no filme, também foi anunciado que Mike Nichols seria substituído por David Frankel, que assumiria a direção.

## Recepção
As críticas foram em sua maioria positivas, com os críticos elogiando o elenco, principalmente Streep, Jones e Carell. O Metacritic, que atribui uma classificação média ponderada às críticas dos principais críticos, dá ao filme uma pontuação de 65 em 100, com base nas críticas de 39 críticos, indicando “críticas geralmente positivas”. O site de agregação de resenhas Rotten Tomatoes dá uma taxa de aprovação de 75% com base nas resenhas de 174 críticos, com uma pontuação média de 6,60/10. O consenso do site afirma: “Liderado por um par de performances hipnotizantes de Meryl Streep e Tommy Lee Jones, Hope Springs oferece aos espectadores algumas risadas adultas - e uma visão cuidadosa de relacionamentos maduros.”